# 거제고등학교
거제고등학교(巨濟高等學校)는 대한민국 경상남도 거제시 아주동에 위치한 사립 고등학교이다.

## 학교 연혁
- 1948년 10월 16일 : 재단법인 거제기독교 청년교육 학원설립 인가, 초대 이사장 진명식 취임(설립자)
- 1952년 1월 18일 : 거제고등학교 설립인가
- 1979년 11월 29일 : 학교법인 지성학원으로 법인명 변경
- 1980년 10월 1일 : 대우그룹 재단 인수
- 1981년 2월 16일 : 제8대 이사장 정희자 여사 취임
- 1983년 3월 1일 : 아주동 학원단지로 이전 (학사 개시)
- 1985년 6월 1일 : 지성학사(기숙사) 개관
- 1986년 3월 5일 : 옥당(생활관) 준공
- 2002년 4월 19일 : 도서관 신축 준공
- 2004년 12월 7일 : 다목적 실내 체육관 준공
- 2006년 7월 11일 : 도서관 증축 개관
- 2016년 6월 17일 : 급식소 신축 준공
- 2017년 3월 1일 : 경상남도교육청 지정 자율학교 (~2020.02.29)
- 2022년 9월 1일 : 제13대 김회진 교장 취임
- 2022년 12월 28일 : 제71회 졸업식(272명 졸업, 총 16,134명)
- 2023년 3월 2일 : 2023학년도 입학식(신입생 266명)

## 참고 자료
- 거제고등학교 - 한국교육학술정보원 학교알리미